# Llewellyn-Gletscher
Der Llewellyn-Gletscher ist ein etwa 30 km langer Tal- und Auslassgletscher in den Boundary Ranges in der kanadischen Provinz British Columbia.

## Geografie
Der Llewellyn-Gletscher befindet sich 60 km südsüdwestlich von Atlin am Südende des Atlin Lake. Der Gletscher entwässert einen Teil des Juneau Icefield zum Atlin Lake und bedeckt eine Fläche von etwa 480 km². Er besitzt mehrere Tributärgletscher, deren Nährgebiete bis an die US-amerikanische Grenze reichen. Das Nährgebiet des Gletschers wird im Westen von folgenden Gipfeln eingerahmt: Mount Ogilvie (2347 m), Mount Bressler (2316 m), Mount Nesselrode (2470 m), Mount London (2326 m) und Mount Service (2297 m). Die beiden Haupttributärgletscher werden von dem Nunatak Llewellyn Nunatak getrennt. Der Gletscher besitzt eine große nach Osten gerichtete Gletscherzunge, die in einen Gletscherrandsee mündet und deren Schmelzwasser in das Llewellyn Inlet und in das Stoko Inlet strömt sowie eine kleine, kurze, weiter nördlich gelegene Gletscherzunge, die nach Norden gerichtet ist und deren Wasser in die Willison Bay fließt.
Der Atlin/Áa Tlein Téix’i Provincial Park erstreckt sich über das Gletschergebiet. Am Ufer des Llewellyn Inlet befindet sich der Zeltplatz Llewellyn Inlet Campground.